# São Pedro (Vila do Porto)
São Pedro é uma freguesia portuguesa do município de Vila do Porto, na ilha de Santa Maria, Região Autónoma dos Açores com 18,49 km² de área e 812 habitantes (censo de 2021). A sua densidade populacional é 43,9 hab./km².
Localiza-se no nordeste da ilha, e tem como limites o oceano Atlântico, e as freguesias de Santa Bárbara, Almagreira e Vila do Porto. É integrada pelos lugares de Outeiro, Flor da Rosa, Alta, Paul de Cima, Paul de Baixo, Faneca, Chã de João Tomé, Termo da Igreja, Feteiras de Cima, Feteiras de Baixo, Alto Nascente, Alto Poente, Covões, Banda d'Além, Jogo, Canaviais, Graça e Courelas.

## História
A primeira pessoa a nascer na ilha, uma menina de nome Margarida Afonso, aqui nasceu, no lugar do Paul.[carece de fontes?]
Em termos cronológicos, esta foi a quarta das freguesias da ilha, criada cerca de 1603, à época da visita pastoral do bispo de Angra, D. Jerónimo Teixeira Cabral. Esta criação foi confirmada por Filipe II de Portugal a 5 de março de 1611.
A primeira sede da paróquia foi a primitiva ermida de São Pedro, no lugar das Pedras de São Pedro, que Frutuoso refere ser uma das quatro ermidas existentes "acima da vila", situada "mais adiante pelo caminho" da Igreja de Santo Antão.
Filipe III de Portugal, por Carta régia de 4 de abril de 1623, atendeu ao pedido do vigário e dos habitantes de São Pedro, autorizando o lançamento de uma finta para as obras da ermida nas Pedras de São Pedro, declaradas necessárias, por ocasião da visita pastoral do então bispo de Angra, D. Pedro da Costa.
Esta ermida serviu como sede da paróquia até 1698, ano em que, por força do crescimento da população, foi erguido um novo templo, de raiz, com maiores dimensões e em local mais central, no lugar da Rosa Alta.
Devido à riqueza do seu solo, São Pedro teve na agricultura a sua principal fonte de rendimento. Ao longo dos séculos, nela prosperaram os morgadios, caracterizados por grandes solares e respetivas ermidas, de que temos testemunho até aos nossos dias.
Cabendo ao clero a instrução da população nos princípios da moral e doutrina cristã, São Pedro foi umas das primeiras localidades na ilha a ter acesso ao ensino de instrução primária.
No lugar da Saúde foi inaugurado o Posto Agrícola de Santa Maria, em 18 de junho de 1950. A freguesia foi beneficiada com água canalizada em 12 de julho de 1964 e com energia elétrica em 21 de outubro de 1973.
Atualmente, a agro-pecuária ainda detém ainda alguma expressão, mas a maioria da população está ligada ao setor dos serviços e da construção civil. O turismo começa a ganhar importância e a freguesia já dispõe de uma unidade de turismo de habitação.

## Demografia
A população registada nos censos foi:
| Distribuição da População por Grupos Etários | Distribuição da População por Grupos Etários | Distribuição da População por Grupos Etários | Distribuição da População por Grupos Etários | Distribuição da População por Grupos Etários |
| -------------------------------------------- | -------------------------------------------- | -------------------------------------------- | -------------------------------------------- | -------------------------------------------- |
| Ano                                          | 0-14 Anos                                    | 15-24 Anos                                   | 25-64 Anos                                   | > 65 Anos                                    |
| 2001                                         | 185                                          | 150                                          | 393                                          | 113                                          |
| 2011                                         | 174                                          | 122                                          | 449                                          | 96                                           |
| 2021                                         | 134                                          | 114                                          | 459                                          | 105                                          |

## Património edificado

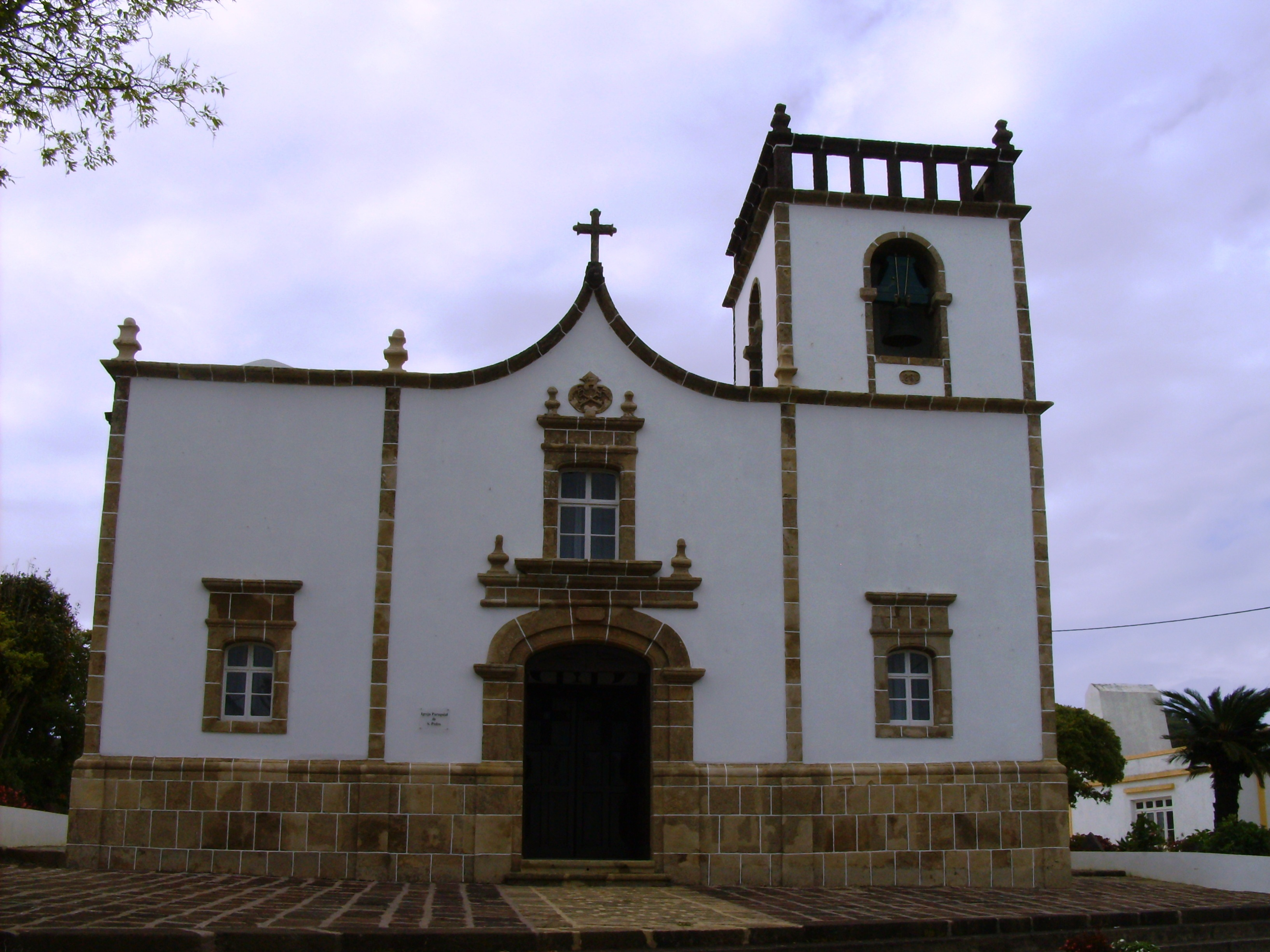
Igreja de São Pedro.

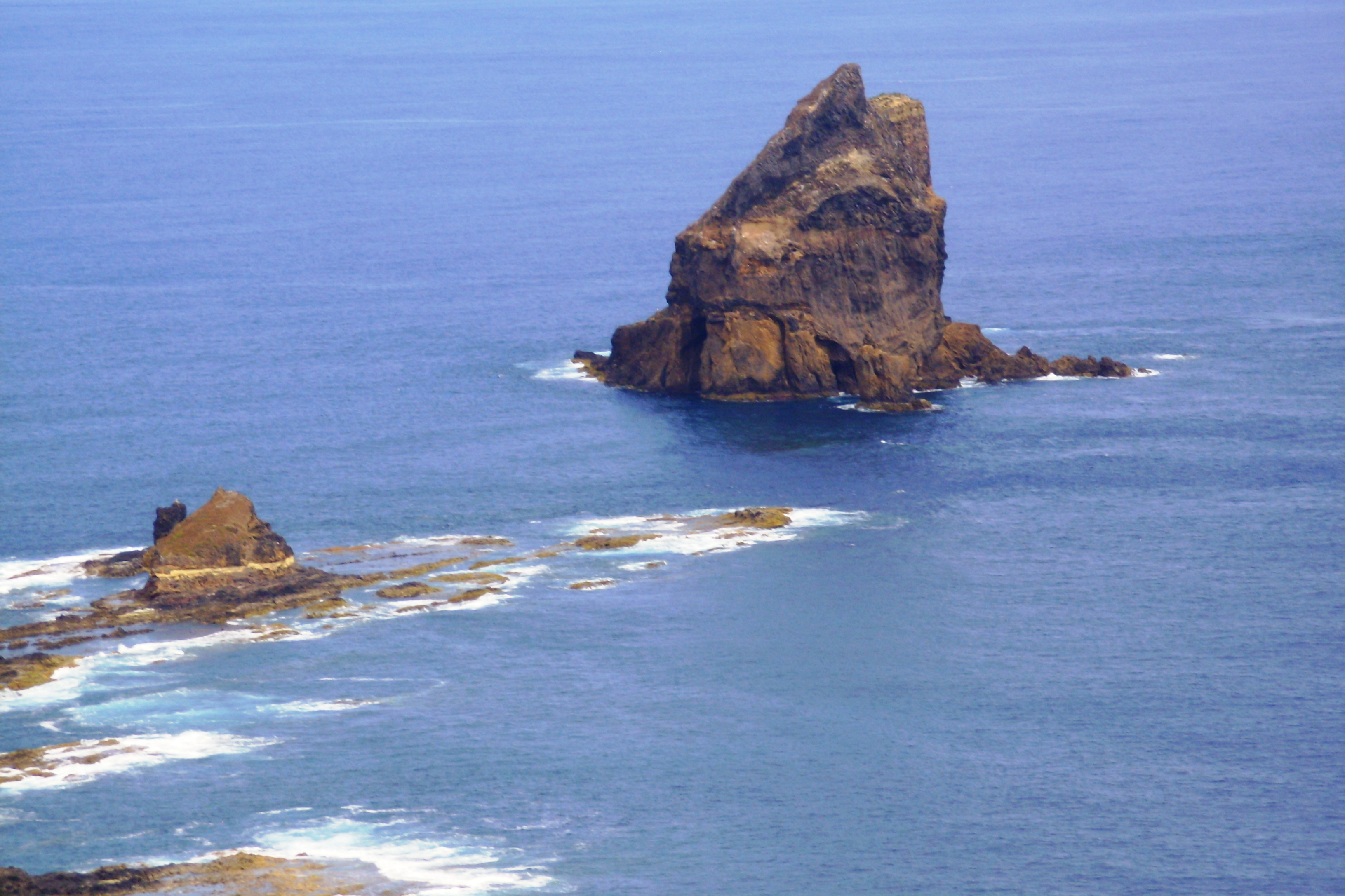
Ilhéu das Lagoinhas.

De acordo com a tradição, as habitações da freguesia são pintadas na cor branca com barras amarelas, alegadamente a recordar a cor dourada dos laranjais e o ouro dos morgados que nela outrora residiam. Entre o património edificado destacam-se:
- Ermida de Nossa Senhora da Saúde (São Pedro) - no lugar da Saúde
- Ermida de Nossa Senhora de Fátima (São Pedro) - nas Feteiras
- Ermida de Nossa Senhora de Monserrate (São Pedro) - no lugar do Paul
- Ermida de Nossa Senhora do Pilar (São Pedro) - no lugar do Pilar
- Igreja de São Pedro (São Pedro) - no centro da freguesia

## Património Natural
Em termos de património natural, na freguesia destacam-se:
- Área da Paisagem Protegida do Barreiro da Faneca e Costa Norte
- Monte das Flores
- Monte Delgado
- Pico do Norte
- Reserva Florestal de Recreio Mata do Alto